# 徐州 (南燕)
徐州，中国十六国时南燕设置的州。
399年，南燕设置徐州，治所在莒城（今山东省莒县）。下辖东莞郡（治莒城）、琅邪郡（治今山东省临沂市兰山区北）。东莞郡下辖莒县、诸县、东莞县，琅邪郡下辖阳都县、开阳县、临沂县、缯县、即丘县、华县、费县、蒙阴县。辖境约当今山东省沂山东南迄滨海一带。410年，东晋灭南燕，废除南燕徐州。